# شانون میلر
شانون میلر (به انگلیسی: Shannon Miller) ژیمناست زادهٔ ۱۰ مارس ۱۹۷۷ میلادی اهل کشور ایالات متحده آمریکا است.